# Ligne de Lyon-Perrache à Genève (frontière)
La ligne de Lyon-Perrache à Genève (frontière) est un axe important du réseau ferré français ; outre sa fonction de rocade régionale, elle assure entre Ambérieu-en-Bugey et Culoz une fonction de radiale en tant qu'accès à la ligne de la Maurienne et à la ligne du sillon alpin (Genève - Valence via Grenoble). Elle cumule donc des trafics très divers : TGV Paris-Genève et Évian, Genève-Sud de la France, TER Auvergne-Rhône-Alpes, Léman Express et trains de marchandises.
Elle constitue la ligne 890 000 du réseau ferré national.

## Situation et parcours
La ligne a deux sections de caractéristiques différentes, de son point de départ à Lyon jusqu'à Ambérieu-en-Bugey elle reste dans la plaine en longeant le Rhône dans ses débuts, puis jusqu'à Genève, elle devient sinueuse avec plusieurs tunnels du fait d'un parcours plus accidenté sans être véritablement montagneux.

## Histoire

### Création
Après de longues études et négociations, dont l'origine remonte à une idée émise en 1830, la loi n° 549 promulguée le 10 juin 1853, par Napoléon III, finalise les choix et l'organisation de la « concession du Chemin de fer de Lyon à la frontière de Genève, avec embranchement sur Bourg et Mâcon ».
Cette loi confirme le choix d'Ambérieu comme point de départ d'un embranchement qui doit se raccorder avec la ligne de Paris à Lyon.
En 1855, la Compagnie du chemin de fer de Lyon à Genève fait une étude sur les stations qu'elle prévoit d'ouvrir entre Ambérieu et la frontière suisse, une notice projet est établie, pour chaque arrêt prévu, à la date du 15 décembre 1855.
À la suite de la déconfiture financière de la Compagnie du chemin de fer Grand-Central de France en 1857 et afin d'en absorber les conséquences en répartissant les lignes dont elle était concessionnaire entre des compagnies ayant une assise financière large, la Compagnie des chemins de fer de Paris à Lyon et à la Méditerranée est constituée par la fusion des compagnies du chemin de fer de Paris à Lyon, du chemin de fer de Lyon à la Méditerranée et du chemin de fer de Lyon à Genève. Cette fusion est approuvée par décret le 19 juin 1857.
Ouverture le 23 juin 1856 de la section de ligne entre Lyon Saint-Clair et Ambérieu-en-Bugey, la section de ligne entre Ambérieu-en-Bugey et Seyssel ouvre le 7 mai 1857. L'ouverture de la section de ligne entre Seyssel et Genève a lieu le 18 mars 1858 et enfin le 1er juin 1859, ouverture de la section entre Lyon Saint-Clair et Lyon-Brotteaux ; le 24 novembre, ouverture du raccordement vers la gare de la Guillotière, connectée à Lyon-Perrache depuis le 10 octobre 1856.

### Évolution

Carte de la ligne.

La convention internationale entre la France et la Suisse signée le 18 juin 1909 permet au canton de Genève de racheter la section suisse entre La Plaine et Genève-Cornavin. Cette convention est approuvée en France par une loi le 28 décembre 1909. Elle est promulguée par décret le 19 janvier 1910. Le canton de Genève procède au rachat de la section avec effet au 1er janvier 1913. Ce rachat donne lieu à une convention entre la Compagnie des chemins de fer de Paris à Lyon et à la Méditerranée et les chemins de fer fédéraux, afin que les trains en provenance de France puissent atteindre la gare de Genève-Cornavin.
Le 14 décembre 1952, mise en service de l'électrification en courant 1,5 kV= de la section de ligne de Lyon-Perrache à Lyon-Saint-Clair, par la SNCF, suivie le 22 septembre 1953, par celle du tronçon entre Lyon-Saint-Clair et Culoz.
Le 17 février 1955, mise en service de l'électrification en courant 1,5 kV entre Mâcon, Bourg-en-Bresse et Ambérieu-en-Bugey suivie le 16 décembre de la même année par celle du tronçon entre Culoz et Bellegarde. Pour finir, le 20 septembre 1956, mise en service de l'électrification en courant 1,5 kV= entre Bellegarde et Genève, avec un train inaugural tracté par la locomotive électrique CC 7121 (alors détentrice du record du monde de vitesse sur rail).

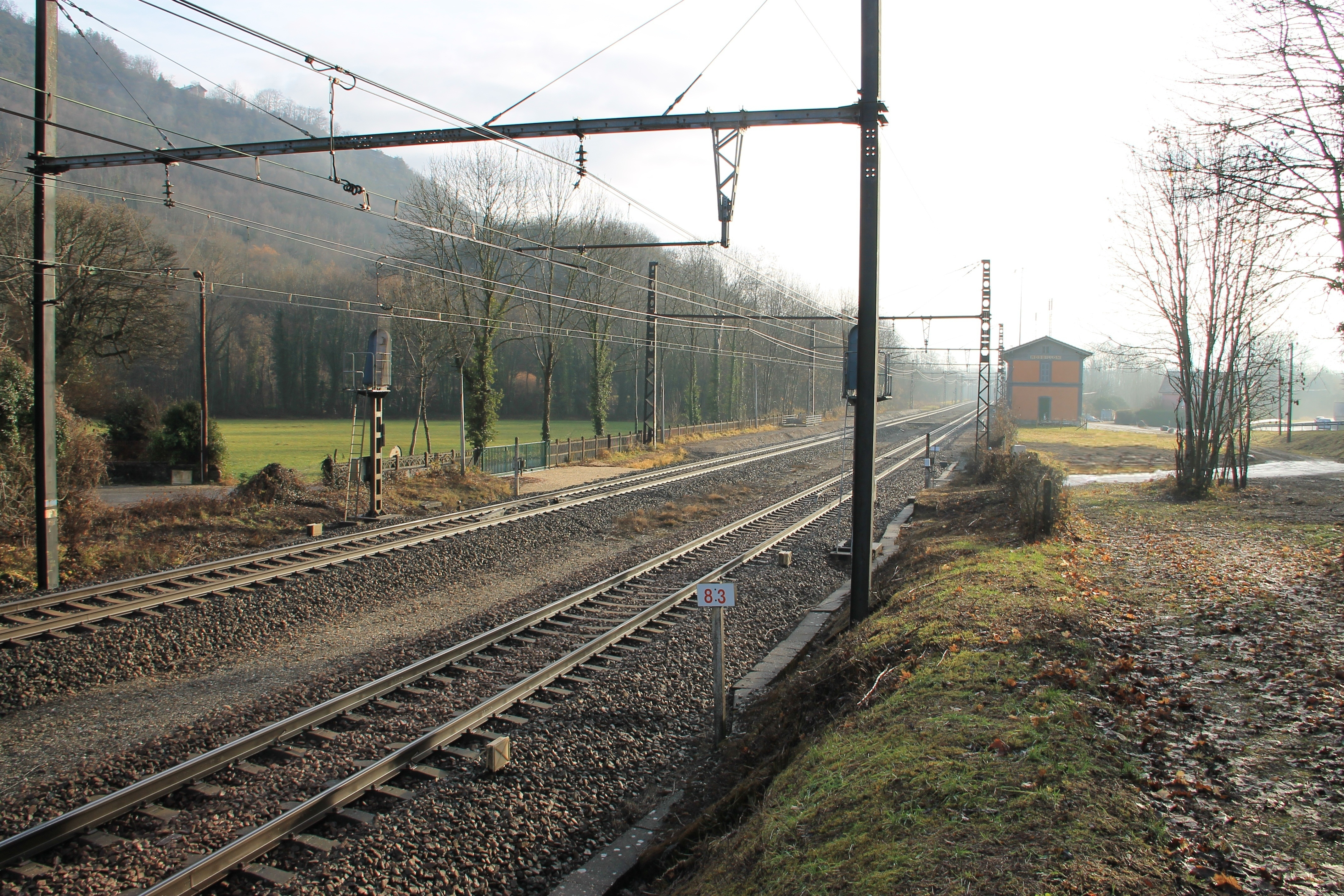
Entre Tenay-Hauteville et Virieu-le-Grand : l'ancienne gare de Rossillon.

En 1980, mise en service du shunt de Culoz avec voie directe franchissable à 60 km/h pour les liaisons Genève - Grenoble - Valence, supprimant le rebroussement et l'arrêt de ces trains à Culoz. Le 27 septembre 1981, mise en service commercial des 2 premiers allers-retours TGV Paris - Genève via Bellegarde, Culoz, Ambérieu et Bourg-en-Bresse. En mai 1987, modification de la ligne à l'entrée de Genève, due à la création de la gare de Genève-Aéroport : les 2 voies principales à ciel ouvert sont ré-électrifiées en 15 kV 16,7 Hz (trafic uniquement CFF à destination de l'aéroport), le trafic SNCF utilise un nouveau tronçon à voie unique passant sous les 2 voies (tunnel de Châtelaine). Des jonctions de secours sont prévues, avec sections de séparation, entre 1500 V continu, et 15 kV alternatif (en cas d'incident sur voies CFF ou dans le tunnel de Châtelaine).
Le 12 juin 1983, dernier jour de fonctionnement de l'ancienne gare de Lyon-Brotteaux, remplacée le lendemain, par la nouvelle gare de Lyon Part-Dieu.
Le 15 juillet 2014, mise hors tension de la section Bellegarde - Genève (incluant La Praille), avec la fin définitive de la tension 1,5 kV= à Genève ; après six semaines de fermeture complète, cette portion est réélectrifiée en 25 kV 50 Hz.

### Circulations

#### Mises en service et retraits

##### Années 1950
- 1953, durant l'été mise en service de la relation Genève - Digne via Culoz, Chambéry, Grenoble et Veynes - Dévoluy assurée avec des autorails Decauville XDC 2001 à 2110 (renummérotés en 1962 dans la série X 52100) du Centre Autorails de Grenoble.
- 1954, le 30 juin création du train GB/BG Genève - Bordeaux via Culoz, Lyon et Clermont-Ferrand, assuré par des RGP2 de la série X 2700 du dépôt de Lyon-Vaise. Ce même jour, mise en service d'autorails X 2400 du dépôt de Lyon-Vaise sur le TA 749/750 Lyon - Genève.
- 1959, le 31 mai, les autorails panoramiques X 4205 et X 4206, de la série X 4200, reprennent la relation Genève - Digne via Grenoble qui est baptisée "Alpazur". Les autorails Decauville X 52100 continuent, avec des X 52000, de venir à Genève avec des trains Grenoble - Genève via Culoz.

##### Années 1960
- 1964, le 31 mai, création du train rapide GM/MG « Le Rhodanien » Genève - Marseille via Bellegarde-sur-Valserine, Culoz, Aix-les-Bains, Chambéry, Grenoble, Valence et Avignon, assuré en rame RGP1 ex-TEE de la série X 2770 en 1re classe avec supplément.
- 1965, le 1er octobre création du train GC/CG le  « Catalan  » Genève - Cerbère via Bellegarde, Culoz, Chambéry, Grenoble, Valence, Avignon, Nîmes, Montpellier, Béziers, Narbonne et Perpignan assuré à ses débuts en rame RGP2 X 2700.
- 1969, le 31 mai dernier jour de circulation du train GC/CG « Le Catalan » Genève - Cerbère via Grenoble, Avignon et Montpellier.
- 1969, le 1er juin création du Trans Europ Express (TEE) « Catalan Talgo » Genève - Barcelone via Chambéry, Grenoble, Valence, Avignon, Nîmes, Montpellier, Béziers, Narbonne, Perpignan, Figueras et Gérone.
- 1969, en septembre prolongation sur Genève des rapides BM/MB Bordeaux - Lyon.

##### Années 1970
- Le 31 mai 1971, dernier jour de circulation du train rapide GM/MG « Le Rhodanien » Genève - Marseille via Grenoble.
- En 1972, dernière circulation des autorails Decauville X 52000 et X 52100 entre Genève et Grenoble via Culoz.
- En juin 1975, des autorails X 4500 replacent les autorails X 4200 sur le train estival « l'Alpazur ».
- En septembre 1975, dernière circulation de « l'Alpazur » entre Genève et Digne.
- Le 28 septembre 1975, le train TEE « Catalan Talgo » Genève - Barcelone transite via Lyon au lieu de via Grenoble.
- Le 28 septembre 1975, mise en service commercial des turbotrains ETG sur Genève - Valence via Culoz et Grenoble.

##### Années 1980
- En 1987, mise en service de rames réversibles Corail tractées ou poussées par des Locomotives électriques BB 25200 sur Lyon - Genève.
- Le 31 mai 1987, le « Catalan Talgo » Genève - Barcelone perd sa qualification de TEE, devient un EC comportant les 2 classes et retransite à nouveau via Grenoble (au lieu de Lyon).

##### Années 1990
- Le 24 septembre 1994, dernier jour de circulation du train « Catalan Talgo » Genève - Barcelone via Grenoble.
- Le 25 septembre 1994, création d'un TGV Genève - Montpellier via Bellegarde, Ambérieu, Lyon, et Nîmes.

##### Années 2000

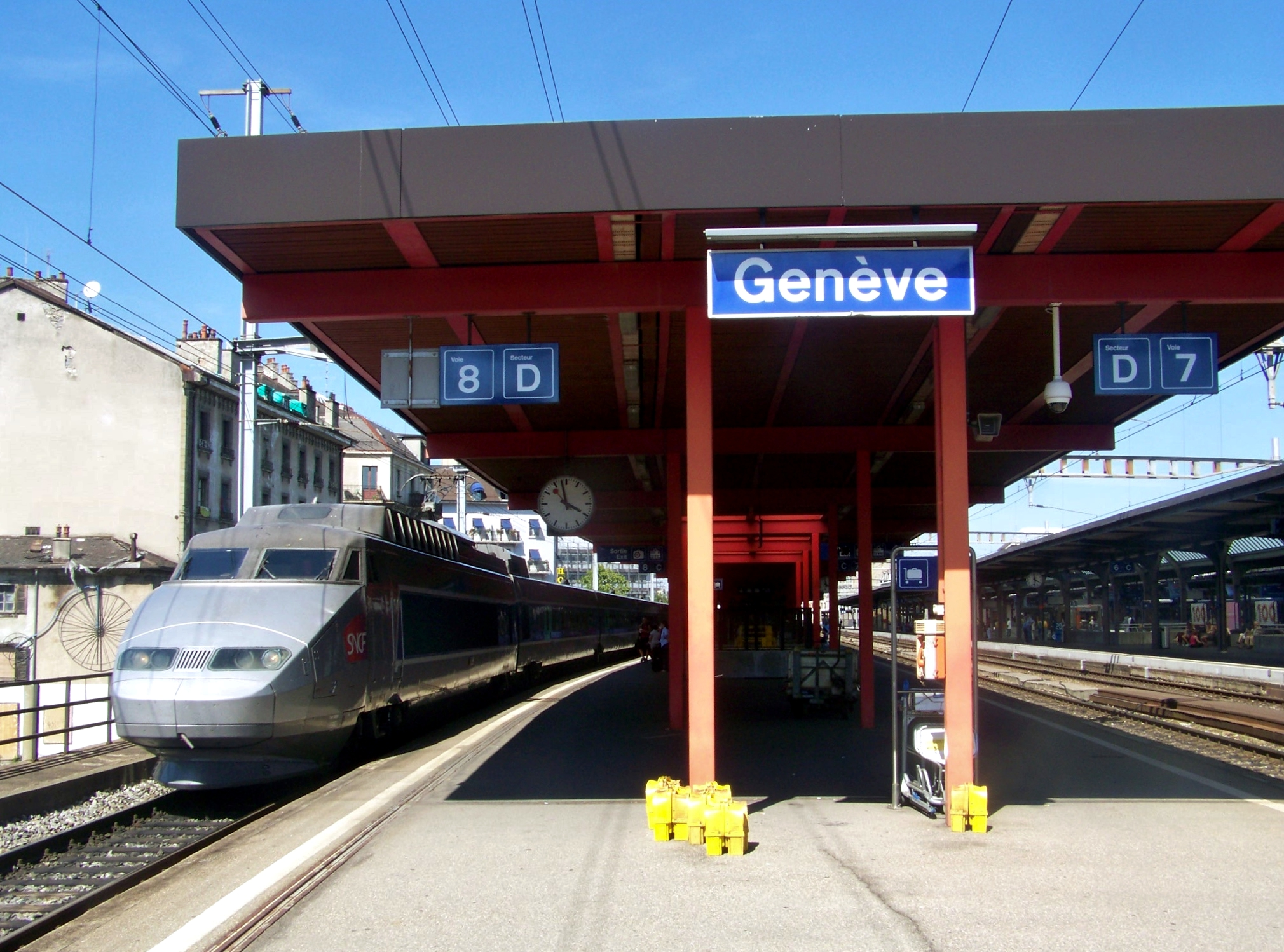
TGV Lyria pour Paris attendant son départ en gare de Genève, sur le dernier quai (voie n° 8), réservé (avec la voie n° 7) aux convois français.

- En mai 2000, création d'un TGV Thalys Genève - Bruxelles via Roissy-Charles-de-Gaulle.
- En 2002, circulation quotidienne de 4 allers-retours TGV Paris - Genève.
- Le 1er septembre 2002, dernier jour de circulation du TGV Thalys Genève - Bruxelles.
- En décembre 2005, création d'un TGV Genève - Marseille via Bellegarde, Ambérieu, Lyon et Avignon TGV.
- Le 17 mai 2007, la locomotive électrique BB 25256 (série BB 25200) tracte le TER 96566 Genève - Lyon composé de 8 voitures CFF louées par la SNCF.
- En 2008, mise en service des automotrices Z 27500 sur Lyon - Genève via Culoz et Bellegarde.
- En 2008, circulation quotidienne de 6 aller-retour TGV Paris - Genève (7 les vendredis).
- En juin 2009, mise en service des B 82500 en remplacement des X 72500 sur la ligne du Sillon Alpin, (Valence-Grenoble-Chambéry-Genève).
- En Aout 2014, mise en service des Flirts RABe 522 et des Colibri RBDe 562 entre Genève et Bellegarde par La Plaine

#### Trains remarquables
- Paris - Genève via Bourg-en-Bresse et Dijon (avant 1981).
- « Hispania Express » À partir de l'été 1963 Copenhague - Cerbère/Port Bou via Lübeck, Hambourg, Hanovre, Francfort sur le Main, Mannheim, Fribourg en Brisgau, Bâle, Biel/Bienne, Lausanne, Genève, Bellegarde, Lyon Gare des Brotteaux, Valence, Avignon, Nîmes, Montpellier, Béziers, Narbonne, Perpignan. Ce train acheminait des voitures directes en provenance de Dortmund via Essen, Düsseldorf, Cologne, Bonn et Mayence. La desserte a été limitée au trajet Hambourg-Cerbère/Port Bou à l'été 1969 puis au trajet Bâle-Cerbère/Port Bou dans les années 90 et supprimée en 2001.
- AP/PA Genève - Hendaye/Irun.
- GB/BG Genève - Bordeaux via Culoz, Lyon et Clermont-Ferrand (dès le 30/06/1954).
- « Le Catalan » Genève - Cerbère via Bellegarde, Culoz, Chambéry, Aix-les-Bains, Grenoble, Valence, Avignon, Nîmes, Montpellier, Béziers, Narbonne et Perpignan (du 01/10/1955 au 31/05/1969).
- « Alpazur » Genève - Digne via Culoz, Chambéry, Grenoble et Veynes - Dévoluy par la ligne des Alpes (dès le 31/05/1959), sur la section de ligne de Genève à Culoz.
- « Le Rhodanien » Genève - Marseille via Bellegarde-sur-Valserine, Culoz, Aix-les-Bains, Chambéry, Grenoble, Valence et Avignon (du 31/05/1964 au 30/05/1971), sur la section de ligne de Genève à Culoz.
- « Catalan Talgo », Genève - Barcelone, TEE de 1re classe, puis EC avec les 2 classes (du 01/06/1969 au 24/09/1994).
- « Rhône-Océan » Genève - Auray - Quimper via Lyon et Nantes (temporaire d'été).
- « Thalys » TGV Genève -Bruxelles (de mai 2000 à 01/09/2002).

## Descriptif

### Matériel roulant utilisé

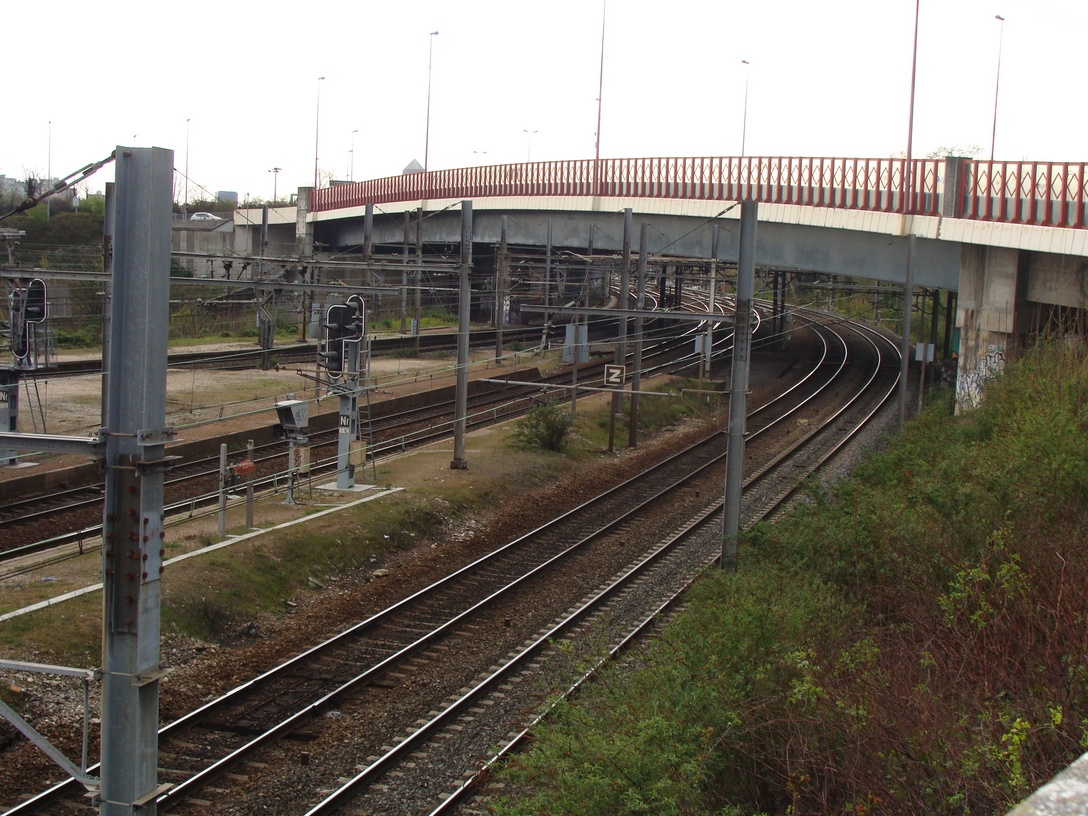
Les voies au sud de la gare Saint-Clair.

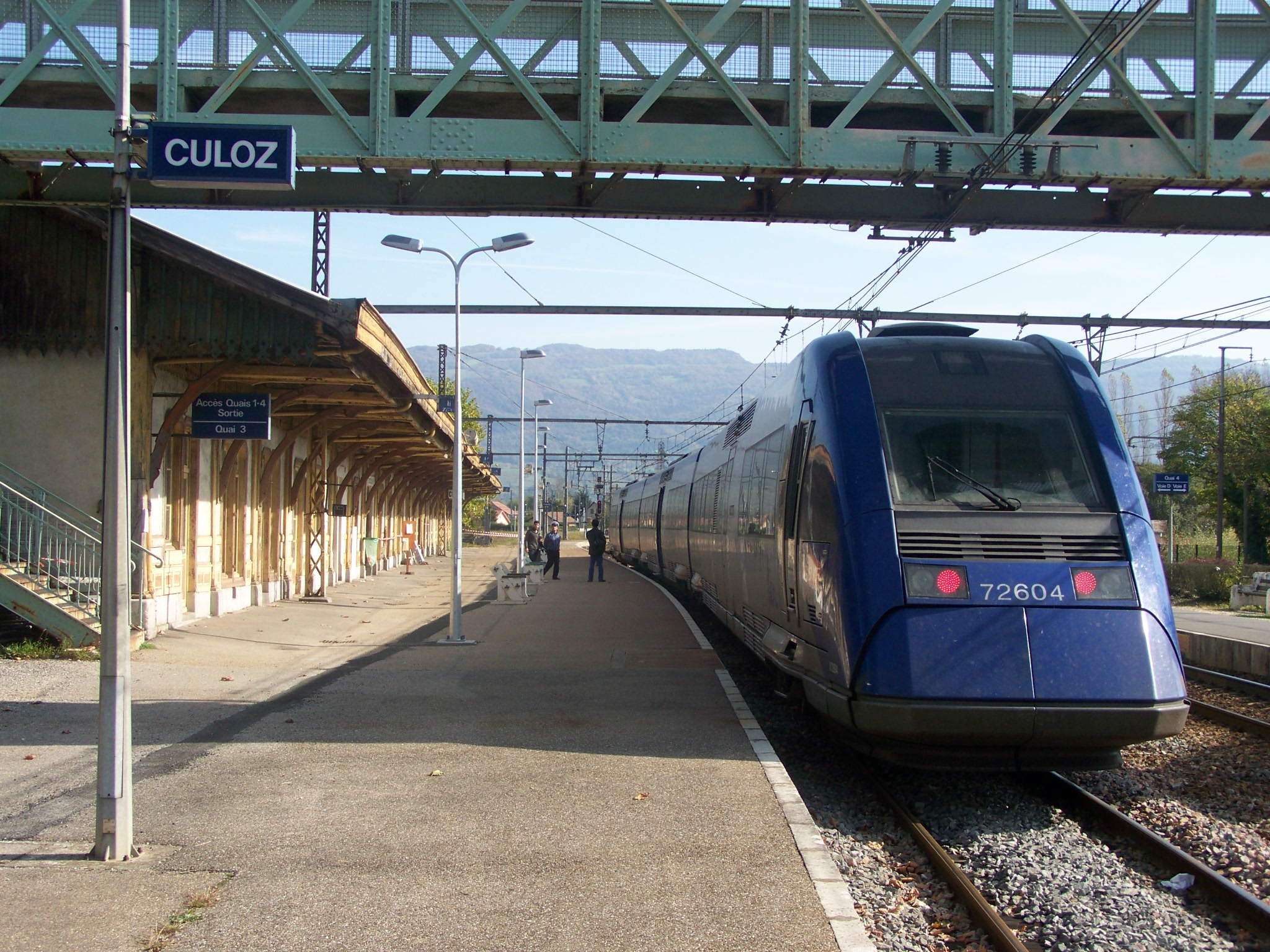
TER Valence-Genève faisant son demi-tour en gare de Culoz.

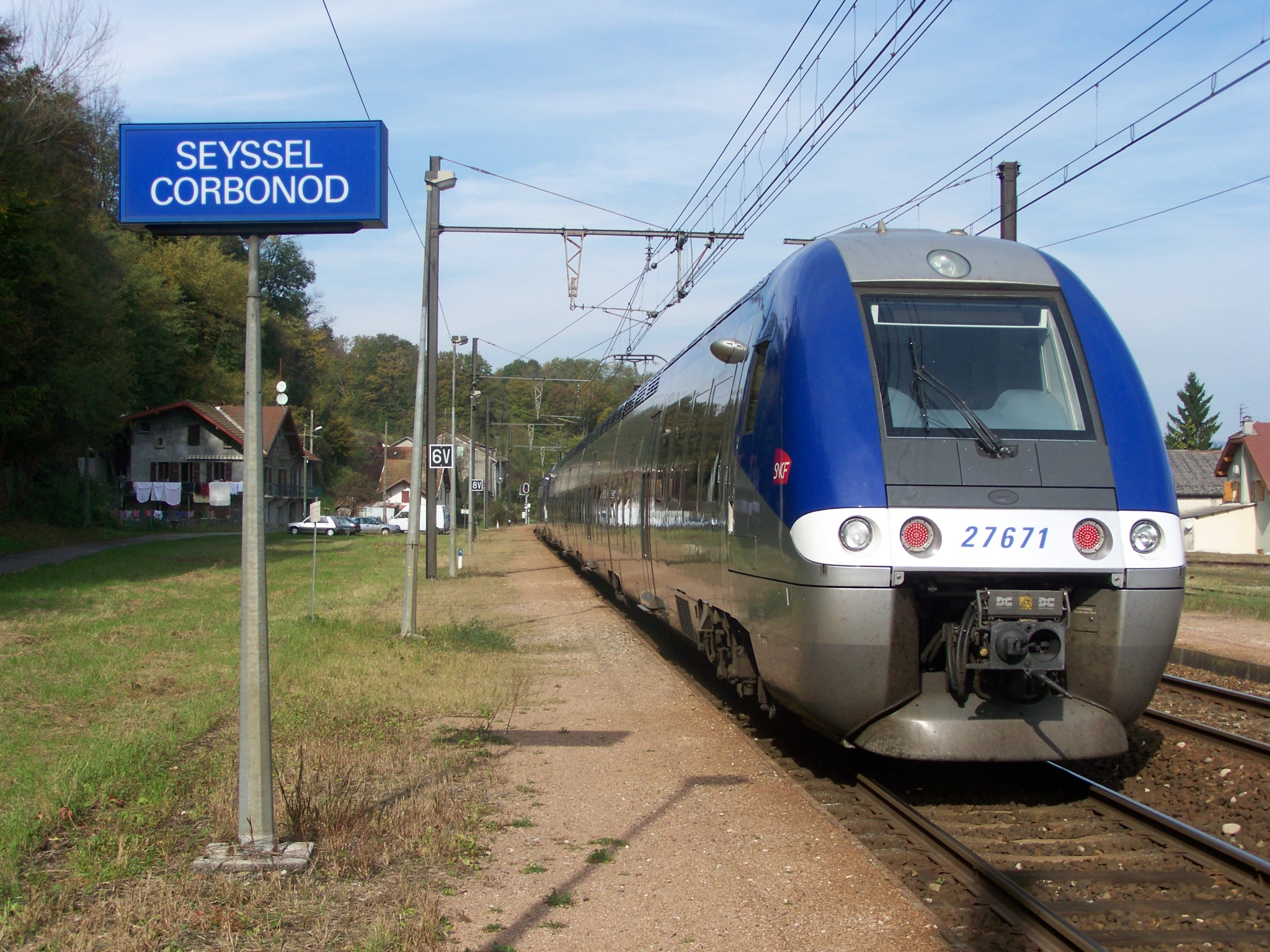
TER Lyon-Genève quittant la gare de Seyssel-Corbonod.

#### Locomotives
Vapeur
- 141 C  des dépôts d'Ambérieu, Annemasse et Grenoble (de 1924 à 1942).
- 141 E  (ex-141C modifiées) des dépôts d'Ambérieu, Annemasse et Grenoble (de 1942 à 1955).
- Locomotives à vapeur  141 F  (ex-141C modifiées) des dépôts d'Ambérieu, Annemasse et Grenoble (de 1946 à 1955).
- C 5/6 des CFF louées par la SNCF sur Genève - Ambérieu (de 1945 à 1946).
- 141R des dépôts d'Ambérieu, de Vénissieux, de Grenoble et d'Annemasse (de 1946 à 1958).

Diesel
- BB 67300 du dépôt de Chambéry (sur Genève - Grenoble - Valence). De nos jours, ces engins thermiques, ne répondant pas aux normes UIC actuelles antipollution (Euro 5/Euro 6), sont interdits à Genève. Seuls les véhicules thermiques CFF, conformes, ainsi que les futurs locotracteurs Bi-mode/bi-fréquence (15 kV basse fréquence/25 kV 50 Hz) et diesel (norme UIC Euro 6), peuvent secourir des trains électriques, en cas d'avarie des caténaires.
- CC 72000 du dépôt de Vénissieux, puis du dépôt de Nevers (sur Genève - Grenoble - Valence). En cas d'utilisation exceptionnelle de ces machines, seules seraient autorisées les CC 72100, remotorisées, à venir à Genève.

Électrique
- 2D2 9100 du dépôt de Lyon-Mouche.
- BB 8100 du dépôt de Lyon-Mouche.
- CC 7100 du dépôt de Lyon-Mouche.
- BB 9200 du dépôt de Lyon-Mouche.
- BB 9300 du dépôt de Villeneuve-Saint-Georges.
- BB 9400 du dépôt de Lyon-Mouche.
- CC 6500 du dépôt de Lyon-Mouche.
- BB 7200 du dépôt de Lyon-Mouche.
- BB 25200 du dépôt de Lyon-Mouche.
- BB 25500 du dépôt de Lyon-Mouche (louées par les CFF sur Genève - La Plaine - Bellegarde avec rames RIO).
- BB 26000 du dépôt de Dijon-Perrigny.
- BB 22200 du dépôt de Chambéry
- Depuis 2014, seuls les engins bi-courant sont aptes à emprunter la ligne de bout en bout (ré-électrification de Bellegarde-Genève en 25 kV 50 Hz).

#### Autorails
- Autorail Bugatti (jusqu'en mai 1954).
- X 52000 et X 52100 du Centre autorails de Grenoble entre Genève et Culoz sur trains Genève - Digne via Culoz et Grenoble (de 1953 à 1972).
- X 2400 du dépôt de Lyon-Vaise.
- X 2700 dits RGP2 du dépôt de Lyon-Vaise.
- X 4200 du dépôt de Marseille-Blancarde entre Genève et Culoz sur train "Alpazur" Genève - Digne via Culoz et Grenoble (de 1959 à 1974).
- X 2770 dits RGP1 ex-TEE du dépôt de Marseille-Blancarde sur le "Catalan" et "Le Rhodanien" entre Culoz et Genève (de 1965 à 1971).

#### Automotrices

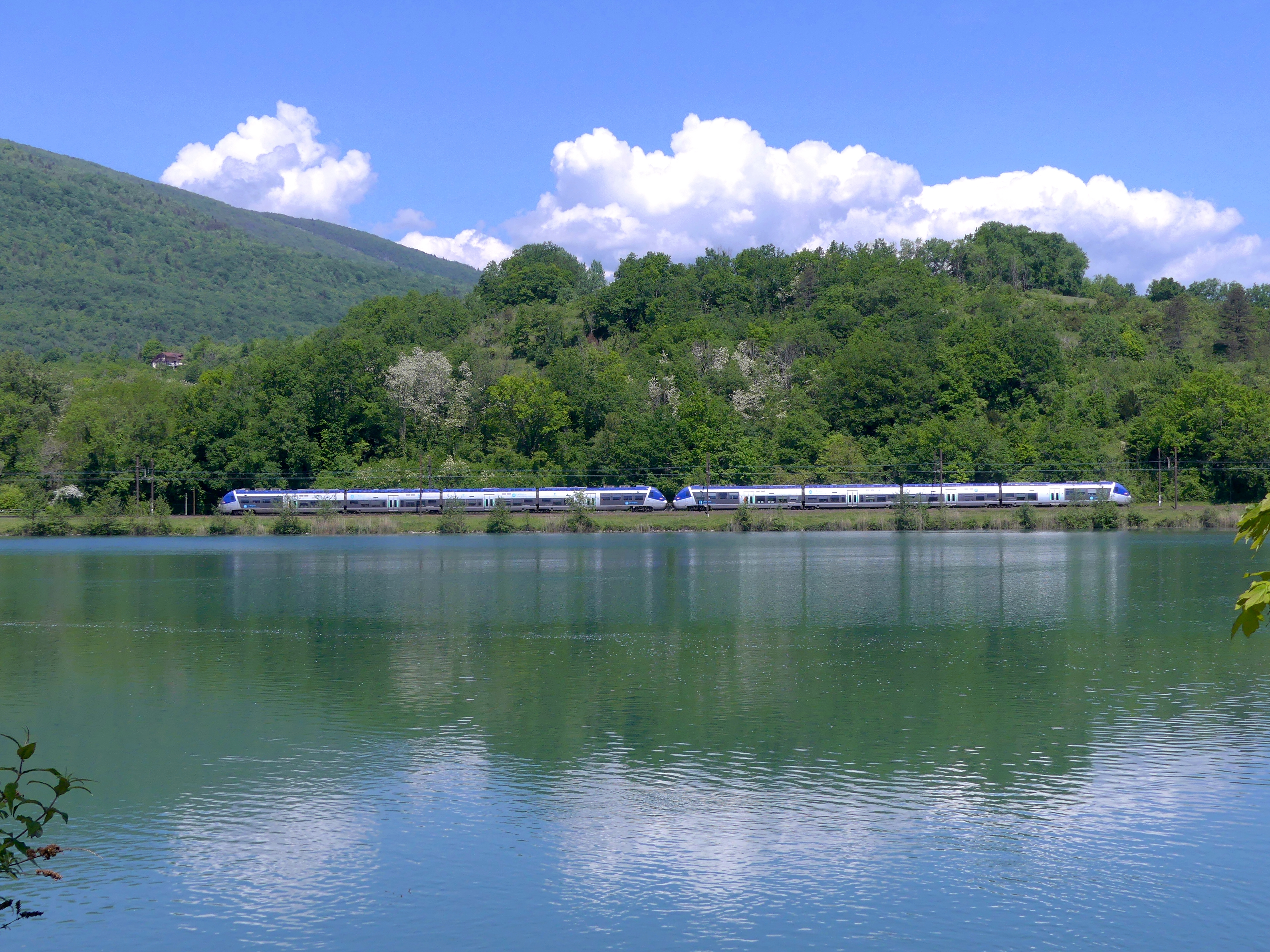
Z 27500 le long du Rhône à Seyssel.

- Turbotrains ETG sur Valence - Grenoble - Genève (dès le 10/06/1975) entre Culoz et Genève.
- Z2 de la série Z 9600.
- TER 2N de la série Z 23500.
- TER 2N-NG de la série Z 24500.
- ZGC de la série Z 27500.
- X 72500 (jusqu'au 5 septembre 2009, sur Genève - Grenoble - Valence).
- X 73500 (en remplacement exceptionnel d'X 72500 jusqu'à mi-2009, sur Genève - Grenoble - Valence).
- Bi-modes bi-courants BGC B 82500 du dépôt de Lyon-Vaise (depuis le 6 septembre 2009, sur Genève - Grenoble - Valence).
- Parfois, des BGC 81500 sont utilisés, en mode électrique 1500 volts continu (cependant, depuis 2014, ils doivent arriver et repartir de Genève en mode thermique, à cause de l'électrification 25 kV 50 Hz de Bellegarde à Genève).

## La ligne aujourd'hui

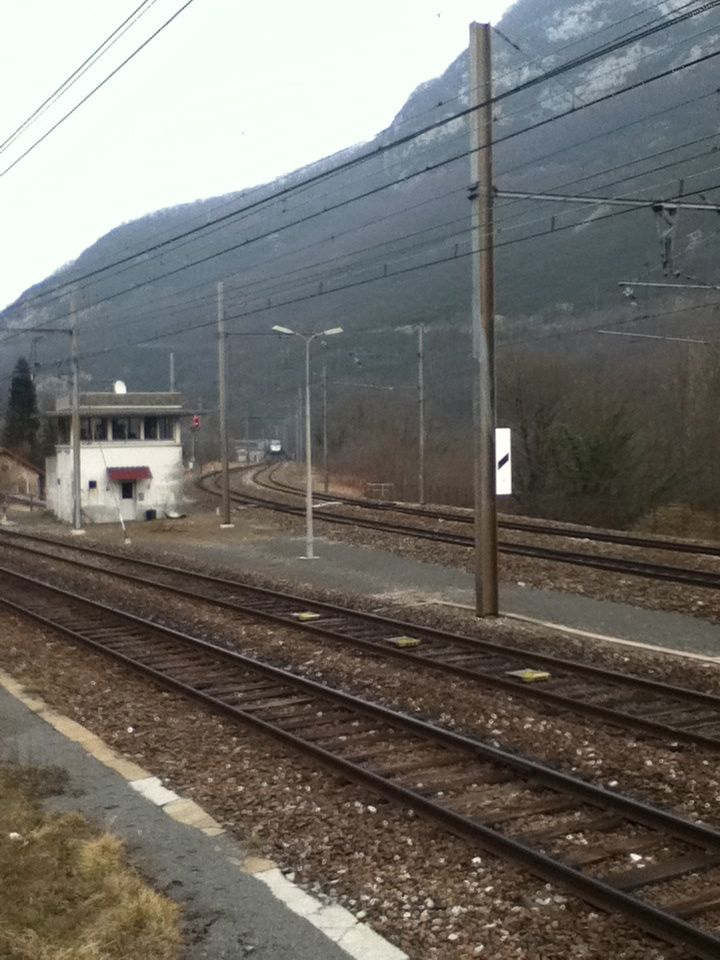
la bifurcation vers Annemasse. Un TGV approche en direction de Paris

Au départ et à l'arrivée de Genève, la ligne voit transiter des TGV Lyria Paris - Genève via Bellegarde et la ligne du Haut-Bugey (rouverte après modernisation le 12 décembre 2010), des TER Lyon - Genève et des TER Genève - Chambéry - Grenoble - Valence de Genève à Culoz via Bellegarde. À Culoz une voie de raccordement (limitée à 60 km/h) permet à la ligne Genève - Lyon de rejoindre directement la ligne pour Aix-les-Bains, Chambéry, Grenoble et Valence, sans transiter par la gare de Culoz (dans les deux sens).
À Longeray, peu après Bellegarde, se trouve la bifurcation pour la ligne vers Annemasse et Évian-les-Bains où transitent des TER Lyon - Annemasse - Évian ou des TGV  Paris - Évian.

## La ligne modernisée
La section Bellegarde - Genève est réélectrifiée en 25 kV 50 Hz en 2014 en vue de la mise en service du Léman Express et de la ligne CEVA. La bifurcation vers Genève-Aéroport est également modifiée afin d'éliminer le goulet d'étranglement de la voie unique entre la bifurcation et la gare de Genève-Aéroport.